# Dálnice v Irsku

Schéma irské dálniční sítě

Celková délka dálnic v Irsku je v současné době 916 km. Nejvyšší povolená rychlost na dálnicích je pro osobní automobily 120 km/h. Na irských dálnicích funguje mýtný systém pro všechna vozidla. Irské dálnice navazují na ty britské a to jak značením (písmeno M) nebo stylizací značení. Navazují na sebe však i v praxi: např. irská dálnice M1 navazuje na severoirskou dálnici M1. Dálniční poplatky jsou vybírány prostřednictvím mýtných bran.

## Historie výstavby dálnic
Irsko bylo před vstupem do Evropské unie (rok 1973) poměrně zaostalý stát. Poté ale začala irská ekonomika rychle stoupat a tak se objevily i plány na výstavbu dálnice. Irsko bylo ve výstavbě dálnic oproti jiným evropským státům pozadu, první úsek byl otevřen až v roce 1983. Hlavní boom ve výstavbě dálnic však nastal v 90. letech minulého století. Bylo vystavěna řada důležitých spojnic a obchvatů. Po roce 2000 se výstavba zpomalila, pokračovala však dále. Hlavní projekt meziměstských dálnic byl dokončen v roce 2010. Do roku 2035 by irská dálniční síť měla dosáhnout délky 1100 km, to je však podmíněno dostupností finančních prostředků.

## Seznam dálnic

Dálniční cedule označující vozidla, která mají na dálnici zakázaný vjezd

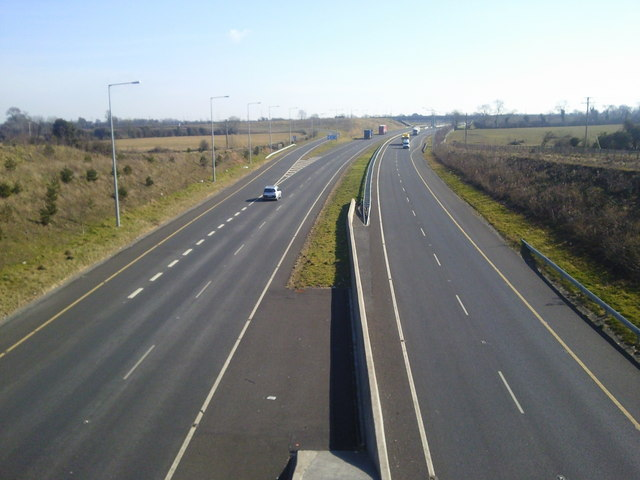
Dálnice M2 v Ashbournu

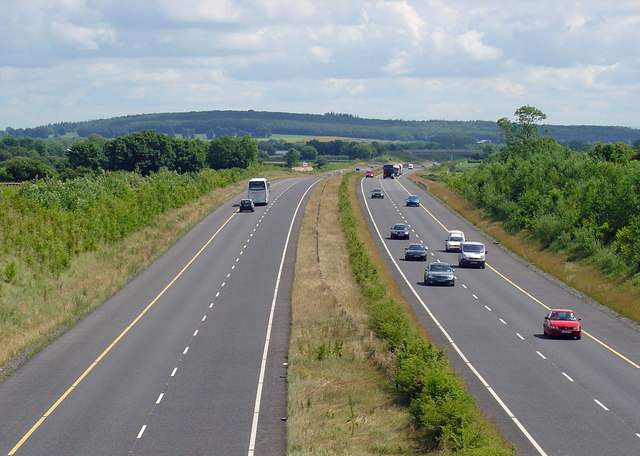
Dálnice M7 u města Ballybrittas

Dálnice jsou v Irsku značeny písmenem M (mótarbhealach – irsky dálnice, motorway – anglicky dálnice)
| Číslo           | Mapa                  | Trasa                                                                | Konečná délka (km) |
| --------------- | --------------------- | -------------------------------------------------------------------- | ------------------ |
| M1 motorway IE  | M1 motorway (Ireland) | Dublin – Dundalk – Spojené království (Severní Irsko) – (Dálnice M1) | 80                 |
| M2 motorway IE  | M2 motorway (Ireland) | Killshane – Ashbourne                                                | 13                 |
| M3 motorway IE  | M3 motorway (Ireland) | Dunboyne – Kells                                                     | 51                 |
| M4 motorway IE  |                       | Leixlip – Enfield                                                    | 52                 |
| M6 motorway IE  | M6 motorway (Ireland) | Kinnegad – Athlone – Galway                                          | 148                |
| M7 motorway IE  | M7 motorway (Ireland) | Naas – Roscrea – Limerick                                            | 164                |
| M8 motorway IE  | M8 motorway (Ireland) | Cashel – Thurles – Cork                                              | 147                |
| M9 motorway IE  | M9 motorway (Ireland) | Athy – Kilkenny – Waterford                                          | 119                |
| M11 motorway IE |                       | Arklow – Wicklow – Bray                                              | 60                 |
| M17 motorway IE |                       | Roscommon – Tuman                                                    | 25,5               |
| M18 motorway IE |                       | Ennis – Shannon – Gort                                               | 71                 |
| M20 motorway IE |                       | Rossbrien – Attyflin                                                 | 8                  |
| M50 motorway IE |                       | obchvat Dublinu                                                      | 45,5               |